# Eleccions generals espanyoles de 1923

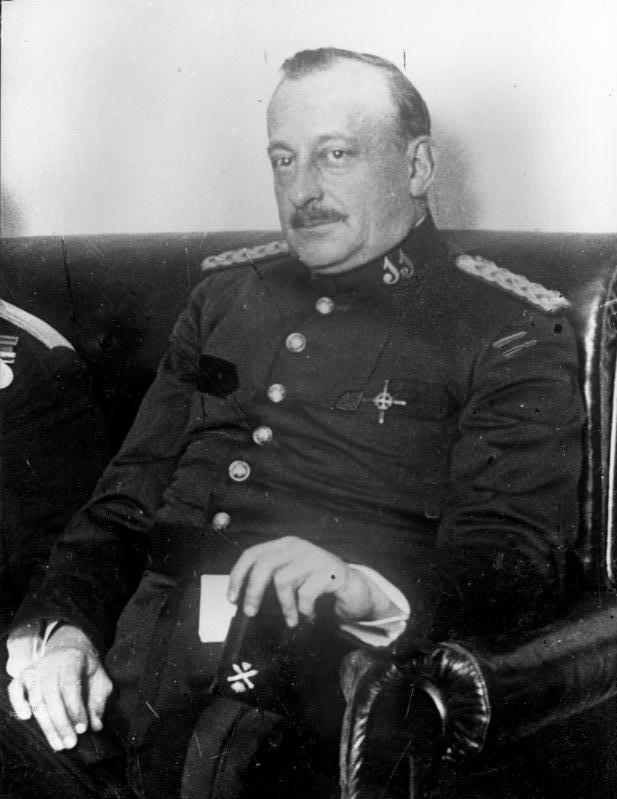
Primo de Rivera va provocar un cop d'estat cinc mesos després de les eleccions i instaurà una Dictadura

Eleccions generals espanyoles de 1923 foren convocades el 29 d'abril de 1923, convocades sota sufragi universal masculí. Foren les últimes eleccions convocades després de la Restauració borbònica i del tornisme de partits polítics instaurat per Antonio Cánovas del Castillo, abans que la cambra fos dissolta per la Dictadura de Primo de Rivera. En total foren escollits 409 diputats, i el vencedor fou una coalició ministerial formada per diverses fraccions del Partit Liberal:
- Liberal-Demòcrates, dirigits per Manuel García Prieto (87 diputats)
- Liberals del comte de Romanones (48 escons)
- Esquerra liberal, dirigida per Santiago Alba Bonifaz (46 escons)
- Liberals agraris, dirigits per Rafael Gasset Chinchilla (10 escons)
- Grup de Niceto Alcalá-Zamora (6 escons)
- Liberals independents (4 escons)
- Partido Reformista de Melquíades Álvarez (18 escons)
- Reformistes independents, 1 escó

Fou elegit president del Congrés Melquíades Álvarez i president del Senat Álvaro Figueroa y Torres Mendieta, comte de Romanones. El cap de govern fou Manuel García Prieto. El 13 de setembre de 1923 Miguel Primo de Rivera va fer un pronunciament i va dissoldre la Cambra.
El resultat va estar determinat per la sistemàtica tupinada perpetrada mitjançant la xarxa caciquil estesa per tot el territori. En el règim polític de la Restauració els governs canviaven abans de les eleccions i no després com succeïa als règims parlamentaris.

## Composició de la Cambra
| ← Eleccions generals espanyoles, 29 d'abril de 1923 → |        |                                |
| Partit                                                | Escons | Líder                          |
| Ministerials                                          | 222    | Manuel García Prieto           |
| Partit Conservador                                    | 93     | José Sánchez Guerra y Martínez |
| Lliga Regionalista                                    | 20     | Francesc Cambó                 |
| Partit Conservador, sector Ciervista                  | 18     | Juan de la Cierva y Peñafiel   |
| Partit Conservador, sector maurista                   | 12     | Antoni Maura                   |
| Partit Republicà Radical                              | 7      | Alejandro Lerroux              |
| PSOE                                                  | 7      | Pablo Iglesias                 |
| Liga Monárquica de Vizcaya                            | 5      | Víctor Chávarri y Anduiza      |
| Comunió Tradicionalista (jaumistes)                   | 4      | Marquès de Villores            |
| Partit Republicà Català                               | 3      | Lluís Companys                 |
| Partit Republicà Democràtic Federal                   | 2      | Joaquim Pi i Arsuaga           |
| Federació Monàrquica Autonomista                      | 2      | Santiago Güell i López         |
| Federació Democràtica Nacionalista                    | 2      | Francesc Macià                 |
| Agrupació Regional d'Acció Catòlica                   | 1      | Luis García Guijarro           |
| Partit Nacionalista Basc                              | 1      | Manuel Aranzadi Irujo          |
| Agrari                                                | 1      | Cándido Casanueva Gorjón       |
| PURA                                                  | 1      | Fèlix Azzati i Descalci        |
| Partit Integrista                                     | 1      | Manuel Senante y Martínez      |
| Regionalistes aragonesos                              | 1      | Francisco Bastos Ansart        |
| Catòlic independent                                   | 1      |                                |
| Independents                                          | 5      |                                |

## Resultats per circumscripcions

### Catalunya
- Barcelona
  - Francesc Cambó i Batlle (Lliga Regionalista)
  - Ramon Albó i Martí (Lliga Regionalista)
  - Narcís Batlle i Baró (Lliga Regionalista)
  - Josep Bertran i Musitu (Lliga Regionalista)
  - Josep Creixell i Iglesias (Lliga Regionalista)
  - Antoni Martínez i Domingo (Lliga Regionalista)
  - Antoni Miracle i Mercader (Lliga Regionalista)
  - Magí Morera i Galícia (Lliga Regionalista)
  - Pere Rahola i Molinas (Lliga Regionalista)
  - Albert Rusiñol i Prats (Lliga Regionalista)
  - Josep Maria Trias de Bes i Giró (Lliga Regionalista)
  - Lluís Companys i Jover (Partit Republicà Català)
  - Domènec Palet i Barba (Partit Republicà Català)
  - Emiliano Iglesias Ambrosio (Partit Republicà Radical)
  - Alejandro Lerroux García (Partit Republicà Radical)
  - Manuel Maria Girona i Fernàndez Maqueira (Federació Monàrquica Autonomista)
  - Santiago Güell i López (Federació Monàrquica Autonomista)
  - Lluís Moret i Català (Izquierda Liberal)
  - Joan Palà i Claret (Liberal Demòcrata)
  - Enric Ràfols i Martí (Liberal romanonista)
- Girona
  - Narcís Pla i Carreras (Lliga Regionalista)
  - Ignasi de Ventós i Mir (Lliga Regionalista)
  - Joan Ventosa i Calvell (Lliga Regionalista)
  - Narcís Pla i Deniel (Federació Monàrquica Autonomista)
  - Salvador Albert i Pey (PRC)
  - Joan Dagas i Puigbó (Partido Reformista)
  - Juli Fournier i Cuadros (Partit Conservador)
  - Manuel Rius i Rius, marquès d'Olèrdola (Unión Monárquica Nacional)
- Lleida
  - Eduard Aunós Pérez (Lliga Regionalista)
  - Manuel Florensa i Farré (Lliga Regionalista)
  - Josep Matheu i Ferrer (Lliga Regionalista)
  - Felip Rodés i Baldrich (independent dins la Lliga Regionalista)
  - Daniel Riu i Periquet (Izquierda Liberal)
  - Emili Riu i Periquet (Izquierda Liberal)
  - Joan Sarradell i Farràs (Izquierda Liberal)
  - Joaquim Dualde i Gómez (Partido Reformista)
  - Francesc Macià i Llussà (Federació Democràtica Nacionalista)
- Tarragona
  - Carles Maristany i Benito (Lliga Regionalista)
  - Eduard Recasens i Mercader (Lliga Regionalista)
  - Albert Dasca i Boada (Izquierda Liberal)
  - Marcel·lí Domingo i Sanjuan (PRC)
  - Manuel Kindelán y de la Torre (Liberal-Demócrata)
  - Josep Nicolau i Sabater (Unión Monárquica Nacional)
  - Julià Nougués Subirà (Partit Republicà Democràtic Federal)
  - Lluís Plandiura i Pou (Liberal romanonista)

### Illes Balears
- Lluís Alemany Pujol (Izquierda Liberal)
- Joan March Ordinas (Izquierda Liberal)
- Carles Roman Ferrer (Izquierda Liberal)
- Josep Teodor Canet Menéndez (republicà)
- Antoni Maura i Montaner (Conservador)
- Josep Cotoner Allendesalazar, comte de Sallent (Conservador)
- Guillermo García Parreño López (Conservador Ciervista)
- Alexandre Rosselló i Pastors (liberal romanonista)

### País Valencià
- Alacant
  - José Beneyto Rostoll (liberal-demòcrata)
  - Antonio Hernández Pérez (liberal-demòcrata)
  - Salvador Raventós Clivilles (liberal-demòcrata)
  - José Martínez Arenas (liberal-demòcrata)
  - Alfonso de Rojas y Pascual de Bonanza (liberal-demòcrata)
  - Vicente Ruiz Valarino (liberal-demòcrata)
  - Salvador Canals y Vilaró (Conservador)
  - José Jorro Miranda comte d'Altea (Conservador)
  - Joaquim Salvatella i Gisbert (liberal romanonista)
  - Rafael Beltrán Ausó (Liberal romanonista)
- Castelló
  - Vicente Cantos Figuerola (liberal-demòcrata)
  - Juan Navarro Reverter y Gomis (liberal-demòcrata)
  - Ramón Saiz de Carlos (liberal-demòcrata)
  - Faustí Valentín i Torrejón (liberal-demòcrata)
  - Ricardo de la Cierva y Codorníu (Conservador Ciervista)
  - Luis Montiel Balanzat (Conservador Ciervista)
  - Fernando Gasset Lacasaña (Partit Republicà Radical)
- València
  - Miguel Alcalá Martínez (Izquierda Liberal)
  - Emeterio Muga Díez (Izquierda Liberal)
  - Melchor Román Adrover (Izquierda Liberal)
  - José Campos Crespo (liberal romanonista)
  - Manuel García del Moral y de Lamata (liberal romanonista)
  - Juan Izquierdo Alcaide (liberal romanonista)
  - Manuel Falcó Escandón, marquès de Pons (liberal-demòcrata)
  - José García-Berlanga Pardo (liberal-demòcrata)
  - Francisco Rubio Goula (liberal-demòcrata)
  - Carlos Hernández Lázaro (Conservador)
  - Vicente Puigmoltó Rodríguez-Trelles, comte de Torrefiel (Conservador)
  - Fèlix Azzati i Descalci (PURA)
  - Adolfo Beltrán Ibáñez (republicà)
  - Luis García Guijarro (Comunió Tradicionalista)
  - Gustavo Pittaluga Fattorini (Partido Reformista)